# Maudie Prickett
Maudie Prickett (Portland, 25 ottobre 1914 – Pasadena, 14 aprile 1976) è stata un'attrice statunitense.
È apparsa in oltre 70 film dal 1938 al 1969 ed ha recitato in più di 80 produzioni per la TV dal 1952 al 1974.

## Biografia
Maudie Prickett nacque a Portland il 25 ottobre 1914. Debuttò al cinema non accreditata alla fine degli anni trenta e in televisione agli inizi degli anni cinquanta. Per il teleschermo fu accreditata diverse volte per numerose interpretazioni, tra cui quelle di diversi personaggi presenti in più di un episodio, come Miss Gordon, la segretaria di Jack, in 11 episodi della serie The Jack Benny Program dal 1954 al 1964, Cassie Murphy in sette episodi della serie Date with the Angels nel 1957, Rosie in 36 episodi della serie Hazel dal 1961 al 1966, Mrs. Larch in cinque episodi della serie The Andy Griffith Show dal 1964 al 1967 e Myrtle in cinque episodi della serie Mayberry R.F.D. dal 1970 al 1971 (più un altro episodio con un altro ruolo). Continuò la sua carriera per il piccolo schermo impersonando una miriade di personaggi minori e inanellando una serie di apparizioni da guest star in decine di episodi di serie televisive, dall'epoca d'oro della televisione statunitense fino agli anni settanta e recitò anche in ruoli diversi per la stessa serie in più di un episodio.
Collezionò inoltre diverse presenze, molte non accreditate, per il grande schermo recitando in ruoli più o meno secondari, come la cameriera Elsie in Intrigo internazionale del 1959, Matty Frommel in Messenger of Peace del 1947 e Ma Beasley in Eight-Ball Andy del 1948.
Si ritirò dalle scene televisive interpretando Mrs. Chandler in un episodio della serie McMillan e signora trasmesso nel 1974 mentre per gli schermi cinematografici l'ultimo personaggio a cui ha dato vita è quello di Mrs. Potter nel film del 1969 The Maltese Bippy. Morì a Pasadena il 14 aprile 1976 e fu seppellita al Mountain View Cemetery and Mausoleum di Altadena.

## Filmografia

### Cinema
- Gold Mine in the Sky, regia di Joseph Kane (1938)
- Go West, Young Lady, regia di Frank R. Strayer (1941)
- Dance, Dunce, Dance, regia di Jules White (1945)
- Two-Fisted Stranger, regia di Ray Nazarro (1946)
- The Fighting Frontiersman, regia di Derwin Abrahams (1946)
- Boston Blackie and the Law, regia di D. Ross Lederman (1946)
- The Lone Hand Texan, regia di Ray Nazarro (1947)
- Prigionieri del destino (Time Out of Mind), regia di Robert Siodmak  (1947)
- Messenger of Peace, regia di Frank R. Strayer (1947)
- Eight-Ball Andy, regia di Edward Bernds – cortometraggio (1948)
- Song of Idaho, regia di Ray Nazarro (1948)
- Whirlwind Raiders, regia di Vernon Keays (1948)
- Billie Gets Her Man, regia di Edward Bernds – cortometraggio (1948)
- Gong fatale (Whiplash), regia di Lewis Seiler (1948)
- Una domenica pomeriggio (One Sunday Afternoon), regia di Raoul Walsh (1948)
- Soldato di ventura (The Fighting O'Flynn), regia di Arthur Pierson (1949)
- La sete dell'oro (Lust for Gold), regia di S. Sylvan Simon e George Marshall (1949)
- Gli amanti della città sepolta (Colorado Territory), regia di Raoul Walsh (1949)
- Purificazione (Mr. Soft Touch), regia di Henry Levin e Gordon Douglas (1949)
- Furia dei tropici (Slattery's Hurricane), regia di André De Toth (1949)
- The Cowboy and the Indians, regia di John English (1949)
- La tratta degli innocenti (Abandoned), regia di Joseph M. Newman (1949)
- L'ispettore generale (The Inspector General), regia di Henry Koster (1949)
- Più forte dell'odio (Montana), regia di Ray Enright (1950)
- Non siate tristi per me (No Sad Songs for Me), regia di Rudolph Maté (1950)
- Beyond the Purple Hills, regia di John English (1950)
- Uomo bianco, tu vivrai! (No Way Out), regia di Joseph L. Mankiewicz (1950)
- Tra mezzanotte e l'alba (Between Midnight and Dawn), regia di Gordon Douglas (1950)
- Harvey, regia di Henry Koster (1950)
- Her First Romance, regia di Seymour Friedman (1951)
- Mariti su misura (The Model and the Marriage Broker), regia di George Cukor (1951)
- Pecos River, regia di Fred F. Sears (1951)
- Ragazze alla finestra (Belles on Their Toes), regia di Henry Levin (1952)
- Wait Till the Sun Shines, Nellie, regia di Henry King (1952)
- Gianni e Pinotto al Polo Nord (Lost in Alaska), regia di Jean Yarbrough (1952)
- Il magnifico scherzo (Monkey Business), regia di Howard Hawks (1952)
- La ragazza della domenica (Everything I Have Is Yours), regia di Robert Z. Leonard (1952)
- Something for the Birds, regia di Robert Wise (1952)
- La ninfa degli antipodi (Million Dollar Mermaid), regia di Mervyn LeRoy (1952)
- Squilli di primavera (Stars and Stripes Forever), regia di Henry Koster (1952)
- L'uomo nell'ombra (Man in the Dark), regia di Lew Landers (1953)
- L'orfana senza sorriso (Scandal at Scourie), regia di Jean Negulesco (1953)
- No Escape, regia di Charles Bennett (1953)
- Il territorio dei fuorilegge (Hannah Lee: An American Primitive), regia di Lee Garmes e John Ireland (1953)
- La città dei fuorilegge (City of Bad Men), regia di Harmon Jones (1953)
- Il suo onore gridava vendetta (Gun Fury), regia di Raoul Walsh (1953)
- Hot News, regia di Edward Bernds (1953)
- I rinnegati del Wyoming (Wyoming Renegades), regia di Fred F. Sears (1954)
- Il mondo è delle donne (Woman's World), regia di Jean Negulesco (1954)
- Così parla il cuore (Deep in My Heart), regia di Stanley Donen (1954)
- A Man Called Peter, regia di Henry Koster (1955)
- Sangue caldo (Man with the Gun), regia di Richard Wilson (1955)
- Buongiorno, Miss Dove (Good Morning, Miss Dove), regia di Henry Koster (1955)
- Navy Wife, regia di Edward Bernds (1956)
- La corriera fantasma (The Phantom Stagecoach), regia di Ray Nazarro (1957)
- Baciala per me (Kiss Them for Me), regia di Stanley Donen (1957)
- Thundering Jets, regia di Helmut Dantine (1958)
- Intrigo internazionale (North by Northwest), regia di Alfred Hitchcock (1959)
- La leggenda di Tom Dooley (The Legend of Tom Dooley), regia di Ted Post (1959)
- Il grande pescatore (The Big Fisherman), regia di Frank Borzage (1959)
- Un professore fra le nuvole (The Absent-Minded Professor), regia di Robert Stevenson (1961)
- Joy in the Morning, regia di Alex Segal (1965)
- Lezioni d'amore alla svedese (I'll Take Sweden), regia di Frederick De Cordova (1965)
- La gnomo-mobile (The Gnome-Mobile), regia di Robert Stevenson (1967)
- C'è un uomo nel letto di mamma (With Six You Get Eggroll), regia di Howard Morris (1968)
- Sweet Charity - Una ragazza che voleva essere amata (Sweet Charity), regia di Bob Fosse (1969)
- Rascal, l'orsetto lavatore (Rascal), regia di Norman Tokar (1969)
- The Maltese Bippy, regia di Norman Panama (1969)
- What's a Nice Girl Like You...?, regia di Jerry Paris (1971)

### Televisione
- Royal Playhouse (Fireside Theater) – serie TV, episodio 4x03 (1951)
- Hopalong Cassidy – serie TV, episodio 1x03 (1952)
- The Doctor – serie TV, episodio 1x12 (1952)
- Adventures of Superman – serie TV, episodi 1x02-1x12 (1952)
- Four Star Playhouse – serie TV, episodi 1x05-2x06 (1952-1953)
- Schlitz Playhouse of Stars – serie TV, 4 episodi (1952-1958)
- The Adventures of Kit Carson – serie TV, episodio 2x24 (1953)
- The Ford Television Theatre – serie TV, episodio 1x22 (1953)
- I segreti della metropoli (Big Town) – serie TV, episodio 3x24 (1953)
- Gianni e Pinotto (The Abbott and Costello Show) – serie TV, episodio 1x22 (1953)
- The Pepsi-Cola Playhouse – serie TV, episodio 1x02 (1953)
- Topper – serie TV, episodio 1x04 (1953)
- The Red Skelton Show – serie TV, 5 episodi (1953-1967)
- Waterfront – serie TV, episodio 2x06 (1954)
- La mia piccola Margie (My Little Margie) – serie TV, episodio 4x05 (1954)
- Papà ha ragione (Father Knows Best) – serie TV, episodio 1x07 (1954)
- Le avventure di Jet Jackson (Captain Midnight) – serie TV, episodio 1x18 (1955)
- The Star and the Story – serie TV, episodio 1x14 (1955)
- Matinee Theatre – serie TV, episodio 1x25 (1955)
- TV Reader's Digest – serie TV, episodi 1x05-2x09 (1955)
- The 20th Century-Fox Hour – serie TV, episodi 1x06-2x08 (1955-1957)
- Cavalcade of America – serie TV, episodio 4x22 (1956)
- General Electric Theater – serie TV, episodi 5x01-5x25 (1956-1957)
- The Bob Cummings Show – serie TV, episodio 3x14 (1957)
- Playhouse 90 – serie TV, episodio 1x21 (1957)
- Date with the Angels – serie TV, 7 episodi (1957)
- The Millionaire – serie TV, episodi 3x33-5x17 (1957-1959)
- Il carissimo Billy (Leave It to Beaver) – serie TV, episodio 1x23 (1958)
- Jane Wyman Presents the Fireside Theatre – serie TV, episodio 3x20 (1958)
- Mike Hammer – serie TV, episodio 1x12 (1958)
- 26 Men – serie TV, episodio 2x06 (1958)
- Furia (Fury) – serie TV, episodi 4x02-5x18 (1958-1960)
- The Donna Reed Show – serie TV, episodio 1x22 (1959)
- The Texan – serie TV, episodio 1x27 (1959)
- Hennesey – serie TV, episodio 1x05 (1959)
- Lawman – serie TV, episodio 2x11 (1959)
- Gli intoccabili (The Untouchables) – serie TV, episodio 1x12 (1959)
- Dennis the Menace – serie TV, episodio 1x13 (1960)
- Bachelor Father – serie TV, episodio 4x08 (1960)
- The Best of the Post – serie TV, episodio 1x04 (1960)
- Scacco matto (Checkmate) – serie TV, episodi 1x13-1x33 (1960-1961)
- Carovane verso il West (Wagon Train) – serie TV, episodio 4x30 (1961)
- Ben Casey – serie TV, episodio 1x01 (1961)
- Il padre della sposa (Father of the Bride) – serie TV, episodio 1x13 (1961)
- Bonanza – serie TV, episodi 2x22-5x23 (1961-1964)
- Hazel – serie TV, 36 episodi (1961-1966)
- Make Room for Daddy – serie TV, episodio 9x19 (1962)
- 87ª squadra (87th Precinct) – serie TV, episodio 1x22 (1962)
- Lassie – serie TV, episodio 8x32 (1962)
- Room for One More – serie TV, episodio 1x22 (1962)
- Io e i miei tre figli (My Three Sons) – serie TV, episodi 2x23-5x33 (1962-1965)
- Mister Ed, il mulo parlante (Mister Ed) – serie TV, episodio 3x17 (1963)
- Il fuggiasco (The Fugitive) – serie TV, episodio 1x01 (1963)
- Daniel Boone – serie TV, episodio 1x09 (1964)
- The Andy Griffith Show – serie TV, 5 episodi (1964-1967)
- Petticoat Junction – serie TV, episodio 3x08 (1965)
- Polvere di stelle (Bob Hope Presents the Chrysler Theatre) – serie TV, episodio 3x06 (1965)
- Get Smart – serie TV, episodi 1x12-5x14 (1965-1970)
- Vita da strega (Bewitched) – serie TV, 5 episodi (1965-1972)
- Disneyland – serie TV, 7 episodi (1965-1974)
- The Smothers Brothers Show – serie TV, episodio 1x21 (1966)
- Mamma a quattro ruote (My Mother the Car) – serie TV, episodio 1x27 (1966)
- Gunsmoke – serie TV, episodi 11x28-17x15-18x02 (1966-1972)
- Doris Day Show (The Doris Day Show) – serie TV, episodio 1x06 (1968)
- Adam-12 – serie TV, episodio 1x18 (1969)
- Mod Squad, i ragazzi di Greer (The Mod Squad) – serie TV, episodio 2x05 (1969)
- Dragnet – serie TV, episodi 4x09-4x18 (1969-1970)
- The Good Guys – serie TV, episodio 2x15 (1970)
- Love, American Style – serie TV, episodi 3x03-5x05 (1971-1973)
- Marcus Welby (Marcus Welby, M.D.) – serie TV, episodi 3x11-6x02 (1971-1974)
- Room 222 – serie TV, episodi 5x03-5x08 (1973)
- Dirty Sally – serie TV, episodio 1x09 (1974)
- McMillan e signora (McMillan & Wife) – serie TV, episodio 4x03 (1974)

## Doppiatrici italiane
- Wanda Tettoni in Sangue caldo, La leggenda di Tom Dooley
- Giulia Turi in Gli amanti della città sepolta
- Mimosa Favi in Mariti su misura